# Windir
Windir (v překladu Válečník) byla norská viking/folk/progressive blackmetalová kapela založená v roce 1994 v norském městě Sogndal.
Čerpala ze severské mytologie a historie. Její vznik byl iniciován zpěvákem a multiinstrumentalistou Terje Bakkenem vulgo Valfarem.
V roce 1994 vyšlo první demo Sogneriket a v roce 1997 první studiové album s názvem Sóknardalr.
14. ledna 2004 se Valfar vydal na cestu k rodinné chatě ve Fagereggi, ale nikdy tam nedorazil. Na cestě jej zastihlo špatné počasí a jeho tělo bylo nalezeno o 3 dny později v Reppastølen v údolí Sogndal. Valfar zemřel vyčerpáním a podchlazením. Tato tragická událost znamenala zánik kapely, která přišla o svého lídra, ačkoli měla našlápnuto ke slibné kariéře.
Po rozpadu Windir vznikly kapely Cor Scorpii a Vreid.

## Logo
V logu kapely jsou písmena I stylizována jako meče.

## Diskografie

### Demo nahrávky
- Sogneriket (1994)
- Det gamle riket (1995)

### Studiová alba
- Sóknardalr (1997)
- Arntor (1999)
- 1184 (2001)
- Likferd (2003)

### Kompilace
- Valfar, ein Windir (2004) – tribute album na počest zemřelého Valfara

### Video
- Sognametal (2005)